# Cash Cow
Cash Cow è un singolo dei rapper statunitensi NGHTMRE e Gunna, pubblicato il 15 novembre 2019.

## Tracce
1. Cash Cow – 3:35